# Gyulai Elemér
Gyulai Elemér (Kaposvár, 1904. február 19. – ?, 1944. október 15.) zeneszerző, zenepszichológus. 

## Élete
Gyulai István kaposvári iskolaigazgató és Mikes Ilona fia. A középiskolát szülővárosában végezte, majd a Zeneakadémián tanult, ahol Siklós Albert tanítványa volt. Zenei tanulmányaival párhuzamosan a Budapesti Tudományegyetemen is tanult és jogi diplomát szerzett. Magyarországon elsőként foglalkozott tudományosan a zenepszichológiával. 1936 és 1938 között módszeres kísérleteket folytatott az Országos Szociálpolitikai Intézetben a zenehallgatás másodlagos színélményeinek vizsgálatára. Ennek során hallgatóinak zeneműveket mutatott be és feljegyezte asszociációikat és érzelmi állapotuk változásait. A szinesztéziás kutatásait összefoglaló műve két évtizeddel halála után jelent meg. Szerzeményeivel több nemzetközi és hazai díjat nyert. Számos cikke jelent meg folyóiratokban (Búvár, Magyar Zenei Szemle, A hangszer). A második világháború alatt igyekezett zsidó származású feleségét és barátait megmenteni a deportálástól, s egyes feltételezések szerint ennek is köszönhető, hogy a keleti frontra került. 1945-ben szovjet fogságban vesztette életét. A budapesti központi járásbíróság 1952-ben 1944. október 15-iki dátummal holttá nyilvánította.

## Magánélete
Felesége Zoltán Aladár bankigazgató és Janovitz Margit lánya, Zoltán Klára volt, akit 1937. augusztus 1-jén Budapesten, a Terézvárosban vett nőül.

## Művei
- zenekari művek (Divertimento, 1944)
- kamarazene (Zongoranégyes, 1939; Vonósnégyes, 1943)
- zongoraszonáták
- dalok

### Írásai
- A zene hatása (Budapest, 1936)
- A látható zene (1944, megjelent Budapest, 1965)

## Díjai, elismerései
- Liszt-díj (1937)
- Chopin-díj (1938)